# Noble (Illinois)
Noble – wieś w Stanach Zjednoczonych, w stanie Illinois, w hrabstwie Richland.